# Julio Ricardo Cruz
Julio Ricardo Cruz (Santiago del Estero, 1974. október 10. –) argentin válogatott labdarúgó, 2010-ben visszavonult.

## Pályafutás

### Banfield
Julio Cruz az argentin Banfield-ben kezdte pályafutását 1993-ban. Javier Zanetti akkori csapattársa volt. Itt ragadt rá az "El Jardinero" (kertész) becenév is. Cruz az ifi csapatban játszott, és egyik elfoglaltsága volt felülni a motoros fűnyírógépre, és így vágni megfelelő magasságúra a gyepet. Később felkerült a "nagyok közé", elszakadt ettől, de még a mai napig is ez a beceneve. Három év alatt 65 mérkőzésen 16 gólt ért el.

### River Plate
1996 nyarán a River Plate-hoz igazolt. Itt nagyon gólerősen játszott, 29 meccsen több gólt ért el, mint az előző három szezonban összesen. 17-et. Ennek köszönhetően bejelentkezett érte a holland Feyenoord.

### Feyenoord
1997-ben igazolt a hollandokhoz. 1997 és 2000 között 86 mérkőzésen 44 (!) gólt ért el az argentin csatár. 1999-ben holland labdarúgó-bajnokságot nyert csapatával.

### Bologna
2000-ben Olaszországba, a Bologna csapatához igazolt. 2000-től 2003-ig 88-szor szerepelt az olasz labdarúgó-bajnokságban, mint bolognai és 27 találatot szerzett.

### Internazionale
Cruz 2003. augusztus 30-án 3 évre az Internazionale játékosa lett. 1,5 millió euróért költözött Milánóba az argentin csatár. Az első évében 21 mérkőzésen léphetett pályára és 7 gólt szerzett új csapatában. A 2005/2006-os szezonban volt a legsikeresebb, 15 találatot ért el és ezzel lett csapata legeredményesebb játékosa. Ebben a szezonban, 2006 februárjában kapta meg új, két évre szóló szerződését is.

### Lazio
2009. július 31-én Cruz a fővárosi SS Lazio csapatához igazolt. A fővárosi kék-fehérek egész évben pocsékul teljesítettek, és ez kihatott Cruz teljesítményére is. A bajnokság vége előtt nem sokkal még kieső helyen is álltak. Miután nem talált magának csapatot, bejelentette visszavonulását.

## Válogatottság
1997. június 11-én debütált az argentin labdarúgó-válogatottban Ecuador ellen egy Copa America mérkőzésen. Kezdőként lépett pályára.
2006-ban részt vett a Németországban rendezett világbajnokságon is. Argentína a negyeddöntőben távozott, a Németországtól szenvedtek tizenegyesekkel vereséget. Azon a meccsen Cruz a tizenegyes párbajban betalált, többet nem tudott segíteni csapatán. Esteban Cambiasso és Roberto Ayala elhibázták a tizenegyest. Összesen a tornán két mérkőzésen lépett pályára.